# Politique au Vanuatu
Vanuatu est une république parlementaire multipartite où le chef de l’État est le président de la République et le chef du gouvernement le Premier ministre. Le pouvoir exécutif est exercé par le gouvernement tandis que le pouvoir législatif est partagé entre le gouvernement et le parlement. Le pouvoir judiciaire est indépendant des deux premiers.
Nikenike Vurobaravu est président depuis le 23 juillet 2022. Le Premier ministre est Charlot Salwai, élu à ce poste par le parlement le 6 octobre 2023. 

## Répartition des pouvoirs

### Pouvoir exécutif
Le président de la République est élu par un collège électoral constitué des membres du parlement et des présidents des conseils régionaux, à la majorité des deux tiers, pour un mandat de cinq ans. Son pouvoir est essentiellement représentatif. Il peut être déchu par le même collège électoral en cas de faute grave ou d’incapacité.
Le Premier ministre est élu à la majorité absolue par le parlement. Il nomme les ministres, dont le nombre ne doit pas excéder le quart du nombre de parlementaires. Le Premier ministre et le conseil des ministres forment le gouvernement.
Le Conseil national des chefs, ou Malvatu Mauri, est élu par les conseils de chefs de districts depuis 1976. Il est consulté par le parlement pour tout ce qui concerne les langues et la culture vanuataises.

### Pouvoir législatif

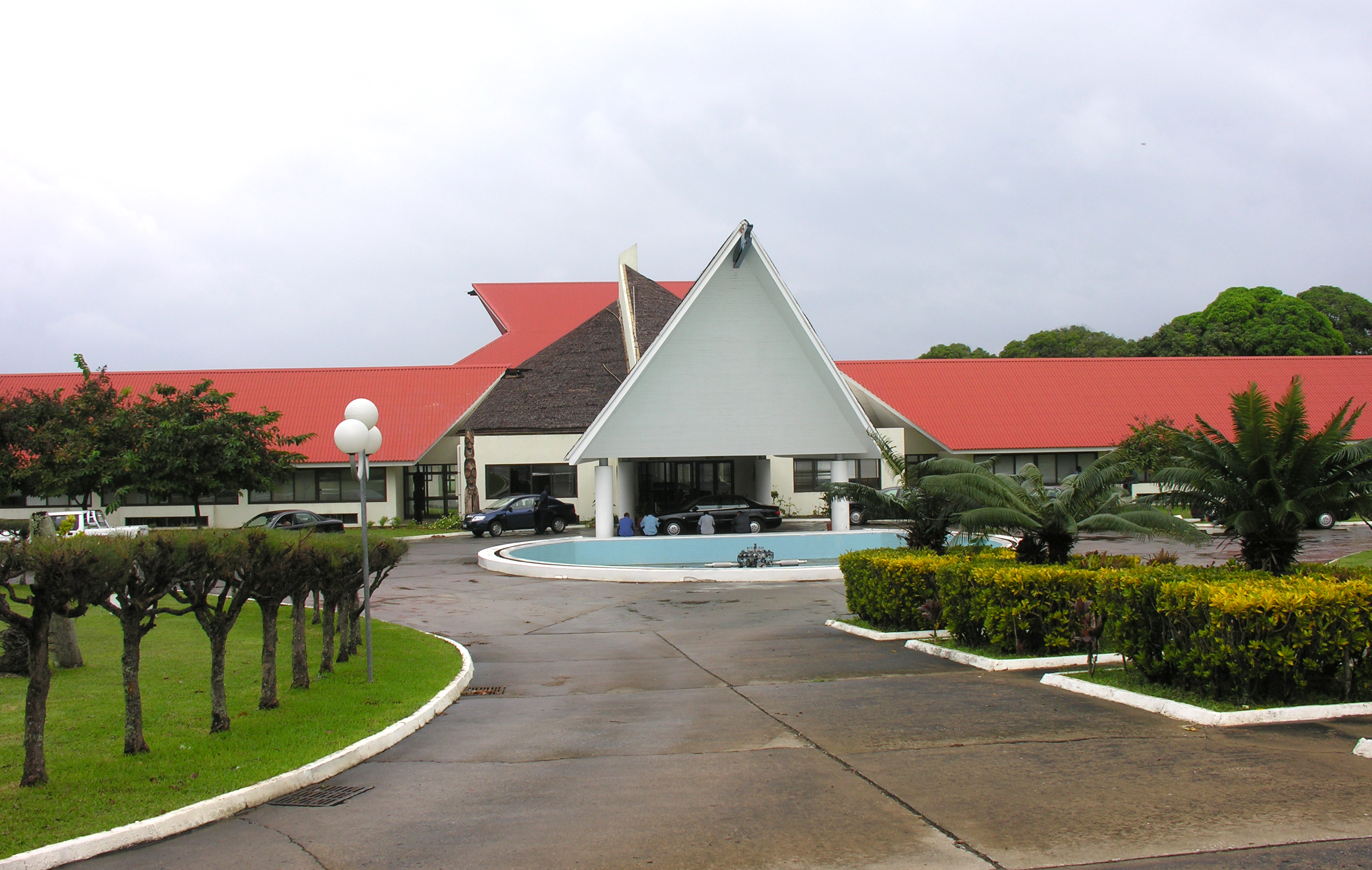
Bâtiment du Parlement de Vanuatu.

Le Parlement compte 52 membres élus pour quatre ans dans des circonscriptions à sièges multiples. Il peut être dissous à la majorité des trois quarts de ses membres ou par une directive du président de la République, sur conseil du Premier ministre.
| Partis                    | Partis                                           | Voix    | %     | +/-           | Sièges | +/-           |
| ------------------------- | ------------------------------------------------ | ------- | ----- | ------------- | ------ | ------------- |
|                           | Parti des dirigeants                             | 17 992  | 12,49 | 10,32         | 5      | 4             |
|                           | Vanua'aku Pati                                   | 17 460  | 12,12 | 0,21          | 7      | 1             |
|                           | Mouvement de réunification pour le changement    | 16 298  | 11,32 | 7,88          | 7      | 4             |
|                           | Terre et justice                                 | 14 400  | 10,00 | 2,59          | 9      | 2             |
|                           | Union des partis modérés                         | 11 043  | 7,67  | 2,06          | 5      | 1             |
|                           | Parti national unifié                            | 5 377   | 3,73  | 1,75          | 4      | en stagnation |
|                           | Confédération verte                              | 3 623   | 2,52  | en stagnation | 1      | 1             |
|                           | Parti du développement rural                     | 3 600   | 2,50  | Nv            | 2      | 2             |
|                           | Mouvement libéral                                | 3 147   | 2,19  | Nv            | 1      | 1             |
|                           | Nagriamel                                        | 2 980   | 2,07  | 1,58          | 1      | 2             |
|                           | Parti travailliste                               | 2 866   | 1,99  | 0,42          | 0      | 1             |
|                           | Groupe Iauko                                     | 2 847   | 1,97  | 2,43          | 2      | 2             |
|                           | Parti progressiste populaire                     | 2 664   | 1,85  | 2,99          | 1      | en stagnation |
|                           | Parti pour le Vanuatu d'abord                    | 2 112   | 1,46  | Nv            | 1      | 1             |
|                           | Parti du développement national                  | 2 102   | 1,46  | 2,91          | 1      | 1             |
|                           | Parti populaire pour l'unité et le développement | 1 870   | 1,30  | Nv            | 1      | 1             |
|                           | Mouvement d'autonomie culturelle de Vanuatu      | 1 637   | 1,14  | Nv            | 1      | 1             |
|                           | Nouveau parti national                           | 1 537   | 1,07  | Nv            | 0      | en stagnation |
|                           | Vemarana                                         | 1 506   | 1,05  | 0,78          | 1      | 1             |
|                           | Mouvement coutumier ngwasoanda                   | 1 300   | 0,90  | Nv            | 1      | 1             |
|                           | Mouvement de transformation de l'Océanie         | 1 252   | 0,87  | Nv            | 0      | en stagnation |
|                           | Parti du peuple                                  | 1 232   | 0,86  | Nv            | 0      | en stagnation |
|                           | Mouvement communautaire de Vanuatu               | 1 028   | 0,71  | Nv            | 0      | en stagnation |
|                           | Parti fraternel mélanésien                       | 996     | 0,69  | 0,61          | 0      | 1             |
|                           | Parti Kio koe                                    | 958     | 0,67  | Nv            | 0      | en stagnation |
|                           | Parti pour le développement progressif           | 825     | 0,57  | 0,04          | 1      | 1             |
|                           | Upi Nafzan                                       | 729     | 0,51  | Nv            | 0      | en stagnation |
|                           | Parti des services populaires                    | 700     | 0,49  | 0,42          | 0      | 1             |
|                           | Alliance populaire pour le changement            | 602     | 0,42  | Nv            | 0      | en stagnation |
|                           | Parti natatok démocrate populaire et autochtone  | 593     | 0,41  | 2,26          | 0      | 1             |
|                           | Parti républicain progressiste des fermiers      | 512     | 0,36  | 0,05          | 0      | en stagnation |
|                           | Parti démocratique du peuple                     | 505     | 0,35  | Nv            | 0      | en stagnation |
|                           | Parti national                                   | 448     | 0,31  | 0,83          | 0      | en stagnation |
|                           | Imaim                                            | 442     | 0,31  | Nv            | 0      | en stagnation |
|                           | Parti UCVP                                       | 436     | 0,30  | Nv            | 0      | en stagnation |
|                           | Antai tagaro                                     | 386     | 0,27  | Nv            | 0      | en stagnation |
|                           | Parti progressiste mélanésien                    | 327     | 0,23  | 0,65          | 0      | en stagnation |
|                           | Mouvement uni pour les Vanuatais                 | 315     | 0,22  | Nv            | 0      | en stagnation |
|                           | Parti présidentiel                               | 294     | 0,20  | 3,54          | 0      | 1             |
|                           | Nodaru Masan                                     | 104     | 0,07  | Nv            | 0      | en stagnation |
|                           | Autres partis                                    | 415     | 0,28  | -             | 0      | -             |
|                           | Indépendants                                     | 14 546  | 10,10 | 8,39          | 0      | 8             |
|                           |                                                  |         |       |               |        |               |
| Votes valides             | Votes valides                                    | 144 003 | 99,27 |               |        |               |
| Votes blancs et invalides | Votes blancs et invalides                        | 1 061   | 0,73  |               |        |               |
| Total                     | Total                                            | 145 064 | 100   | -             | 52     | en stagnation |
| Abstention                | Abstention                                       | 133 893 | 48,00 |               |        |               |
| Inscrits / participation  | Inscrits / participation                         | 278 957 | 52,00 |               |        |               |

### Pouvoir judiciaire
La Cour suprême est composée d’un président et de trois juges. Deux de ses membres ou plus peuvent former la cour d’appel. Les tribunaux de district sont chargés de la plupart des litiges ordinaires. Au niveau local, les tribunaux traditionnels sont compétents pour les affaires relevant de la coutume. Le droit écrit est inspiré du droit britannique.

## Contexte politique
La société et le paysage politique de Vanuatu tendent à se partager entre francophones et anglophones. Historiquement, les politiciens anglophones comme Walter Lini ou Donald Kalpokas, ainsi que d’autres leaders du Vanua'aku Pati revendiquaient l’indépendance alors que les francophones soutenaient davantage la continuation de l’association avec les administrateurs coloniaux, en particulier la France.
À la veille de l’indépendance, en 1980, le mouvement Nagriamel emmené par Jimmy Stevens, allié de la France, déclara l’île d’Espiritu Santo indépendante du nouveau gouvernement. Une fois l’indépendance officielle, le Vanuatu fit appel à la Papouasie-Nouvelle-Guinée pour restaurer l’ordre du Santo. Le Vanua’aku Pati, majoritairement anglophone, allait dominer le gouvernement du Vanuatu jusqu’en 1991.
En décembre 1991, après une scission au sein du Vanua’aku Pati, Maxime Carlot Korman, leader de l’Union des partis modérés, francophone, fut le premier francophone élu au poste de Premier ministre. Il forma un gouvernement de coalition avec le Parti national unifié, faction de Walter Lini issue du Vanua’aku.
Après les élections parlementaires du 30 novembre 1995, Serge Vohor, dissident de l’UPM, succéda à Korman. Des coalitions instables au sein du parlement furent la source de nombreux changements à la tête du gouvernement au cours des deux années qui suivirent. Le président dissout le parlement en novembre 1997. Les élections qui suivirent, le 6 mars 1998, virent l’élection de Donald Kalpokas, leader du Vanua’aku Pati, au poste de Premier ministre. Un vote de défiance du parlement en novembre de l’année suivante porta Barak Sopé à la tête du gouvernement. En mars 2001, un nouveau vote de défiance le remplaça par Edward Natapei, réélu en mai 2002. Il dissout le parlement en 2004 et Vohor redevint Premier ministre après les élections nationales de juillet, après que deux membres du Vanu’aku Pati eurent rejoint une nouvelle coalition. Il subit à son tour la défiance des parlementaires après avoir établi des relations diplomatiques avec Taïwan sans les consulter. Ham Lini remplaça Vohor comme premier ministre le 11 décembre 2004.
En mars 2004, Alfred Maseng est élu président de la République, succédant à John Bani. Par la suite, il est établi que Maseng bénéficiait d’un sursis sur une peine d’emprisonnement de deux ans pour plusieurs délits, notamment de détournement de fonds, et qu’il était de ce fait inéligible. Il refusa de démissionner, mais la Cour suprême invalida l’élection, arrêt qui fut confirmé en appel.

## Sources et références
- (en) Cet article est partiellement ou en totalité issu de l’article de Wikipédia en anglais intitulé « Politics of Vanuatu » (voir la liste des auteurs).

1. ↑  Résultats officiels
2. ↑  Neuf partis de moins de cent voix chacun
3. ↑  Marc Kurt Tabani, « Walter Uni, la coutume de Vanuatu et le socialisme mélanésien », sur persee.fr, 2000